# Antonio Rotta

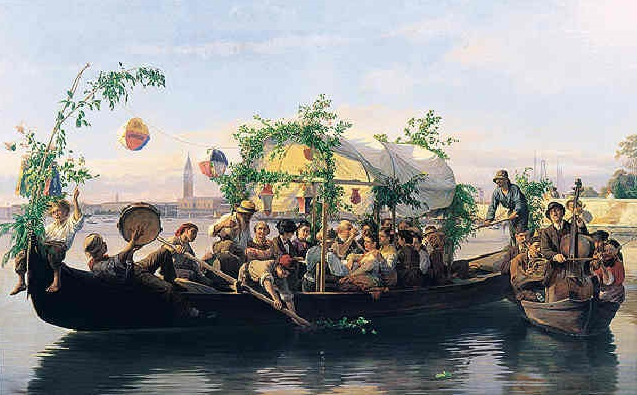
Antonio Rotta, "En fest i Venedig", Venedig, 1872

Antonio Rotta, född 28 februari 1828 i Görz, död 10 september 1903 i Venedig, var en italiensk genremålare.
Rotta studerade vid akademien i Venedig och bosatte sig i denna stad. Han blev populär genom  virtuosmässigt hållna folklivsbilder därifrån, liksom genom barnbilder och djurstycken. Bland hans verk märks Skoflickaren, Svavelsticksförsäljaren, Den ende vännen (1869), Målarens söner, Fiskargossarna, Den angenäma överraskningen med flera. Han var en av de mest framstående representanterna av den riktning inom det italienska genremåleriet, som, i likhet med samtida tyska konstnärer, strävade efter en skarpare karakteristik och en mera sorgfällig behandling av detaljerna, varför också hans tavlor mottogs med sympati i Tyskland.

## Museer
- Philadelphia Museum of Art, USA
- Milwaukee Art Museum, USA
- Walters Art Museum, USA
- Kiasma, Helsingfors, Finland
- Revoltella Museum, Trieste, Italien
- Musei Provinciali di Storia ed Arte di Gorizia, Italien
- Raccolte d'arte dell'Ospedale Maggiore i Milano, Italien
- Museo della Fondazione Cassa di Risparmio di Gorizia, Italien
- Museo civico di Padova, Palazzo della ragione, Padua, Italien
- Fondazione Palazzo Coronini Cronberg
- Museo provinciale della grande guerra, Italien
- MAG Museo Alto Garda, Galleria Civica Giovanni Segantini, Arco, Riva del Garda, Italien

## Bilder

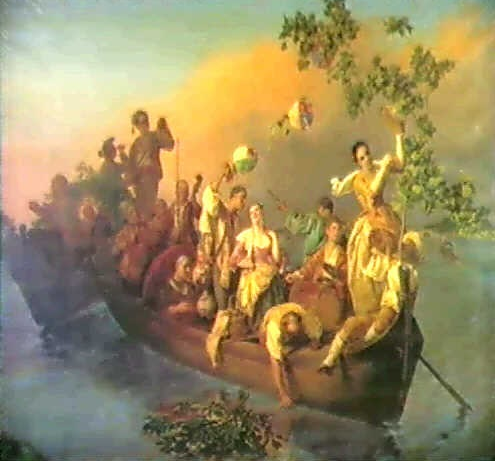
Venetianskt vattenfest, 1863, Venedig
Väntar i Venedig, Venedig
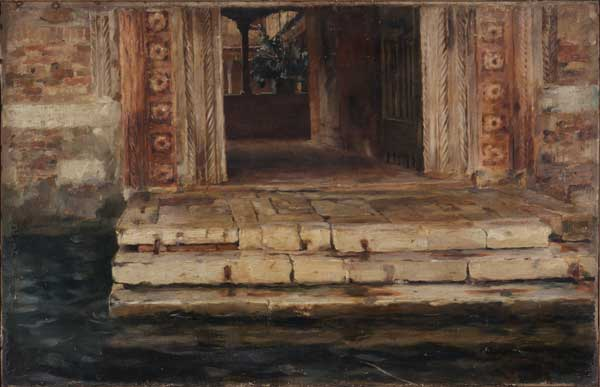
Vattendörr i Venedig, 1887, Venedig